# Marathon du Mont-Blanc
Ne pas confondre avec l'Ultra-Trail du Mont-Blanc, événement organisé fin août.
Le marathon du Mont-Blanc (créé en 1979 sous le nom de cross du Mont-Blanc) est un événement sportif comportant huit compétitions de course à pied (trail, course en montagne et kilomètre vertical) autour de Chamonix dans le massif du Mont-Blanc. Il accueille chaque année plus de 11 000 coureurs ainsi que 30 000 accompagnants venant de plus de 80 pays différents. L'épreuve principale est une course sur une distance de marathon appelée le 42 km du Mont-Blanc. Un ultra-trail de 90 km, le 23 km du Mont-Blanc, le 10 km du Mont-Blanc, le Duo Étoilé, la Young Race Marathon, le Mini Cross et le kilomètre vertical sont également au programme. Certaines épreuves font partie du Golden Trail World Series et attirent de nombreux athlètes internationaux.

## Histoire

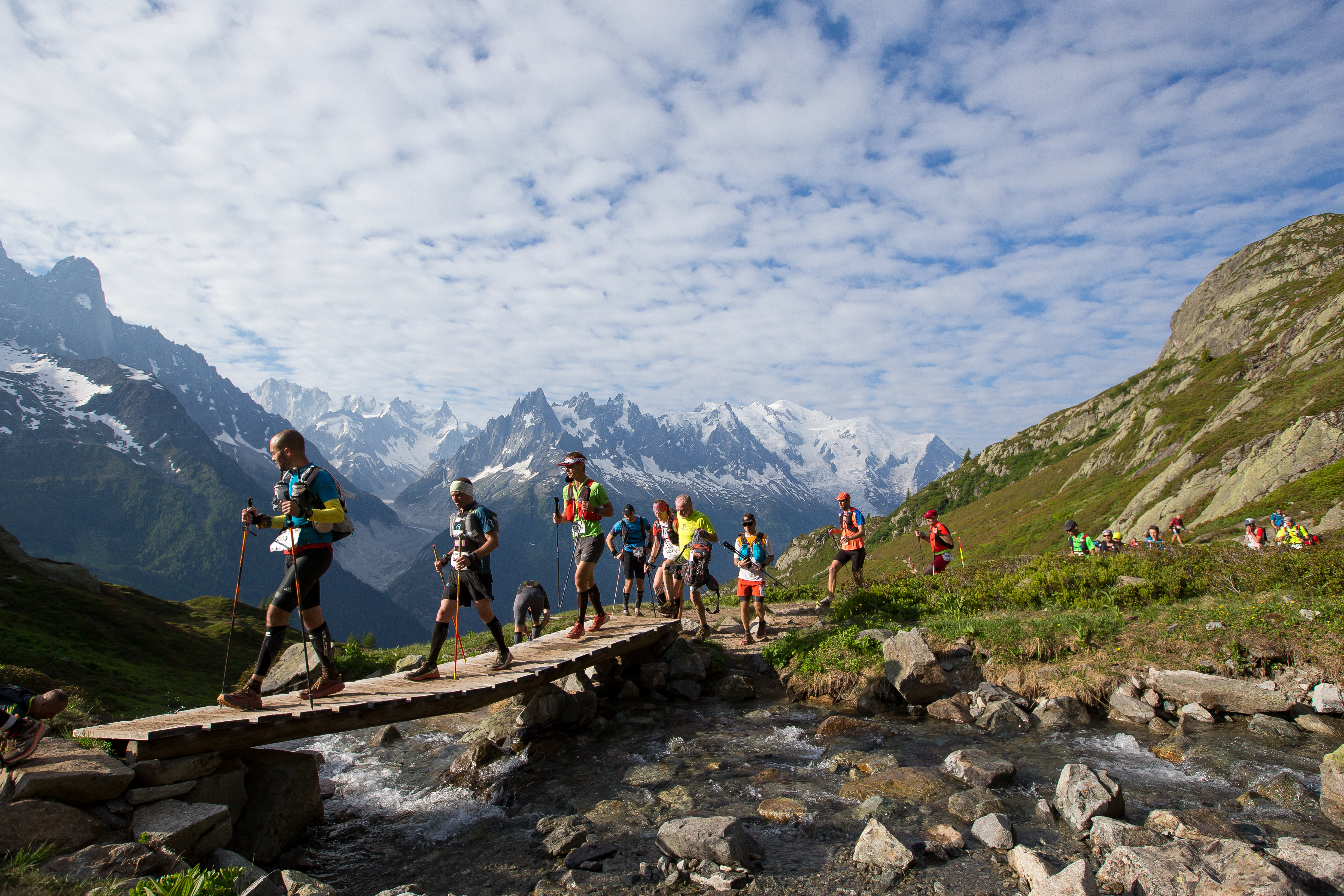
Marathon du Mont-Blanc 2018

Au milieu des années 1970, les courses de montagne connaissent un succès croissant, notamment en Suisse grâce à la Coupe internationale de la montagne (CIME) et à la course Sierre-Zinal. Georges Costaz, président du Club alpin français et Christian Roussel, alpiniste adepte de course à pied mettent en place le cross du Mont-Blanc qui relie Chamonix à Planpraz sur un parcours long de 23 kilomètres,. La première édition a lieu le 1er juillet 1979 et rejoint d'emblée le calendrier de la CIME. Le Suisse Stefan Solèr s'impose devant le favori local Sylvain Cacciatore. La Française Annick Laurent remporte la victoire féminine,.
L'édition 1995 accueille les championnats de France de course en montagne sur un parcours raccourci à 19 kilomètres pour les hommes et 15 kilomètres pour les femmes. Thierry Icart remporte son second titre et Isabelle Guillot est titrée pour la septième fois d'affilée,.
En 2003, le directeur du Club des sports de Chamonix Julien Patty souhaite relancer l'attractivité de l'événement. Un marathon de montagne, inspiré par le marathon de la Jungfrau, est créé. Pour cette première édition, une boucle de 17 kilomètres est ajoutée au cross avant que son parcours évolue les années suivantes. Une épreuve plus abordable de 10 kilomètres est également ajoutée à la manifestation qui devient le marathon du Mont-Blanc. Les Français Éric Lacroix et Evelyne Mura sont les premiers vainqueurs,.
En 2011, l'événement s'enrichit d'un kilomètre vertical couru sous le télécabine de Planpraz sur un parcours de 3,5 kilomètres.
En 2013, une nouvelle épreuve d'ultra-trail très technique, le 80 km, rejoint le programme de la manifestation. Cette même année, le marathon et le kilomètre vertical rejoignent le calendrier de la Skyrunner World Series.
L'édition 2014 accueille les championnats du monde de skyrunning. Les trois épreuves se déroulent respectivement sur le marathon, le kilomètre vertical et le 80 km. L'année suivante, le kilomètre vertical se retrouve seul aux championnats d'Europe de skyrunning. L'épreuve du 80 km se retrouve quant à elle au calendrier de la catégorie « Ultra » de la Skyrunner World Series.
Le marathon rejoint le calendrier inaugural de la Golden Trail Series 2018, confirmant son caractère international.

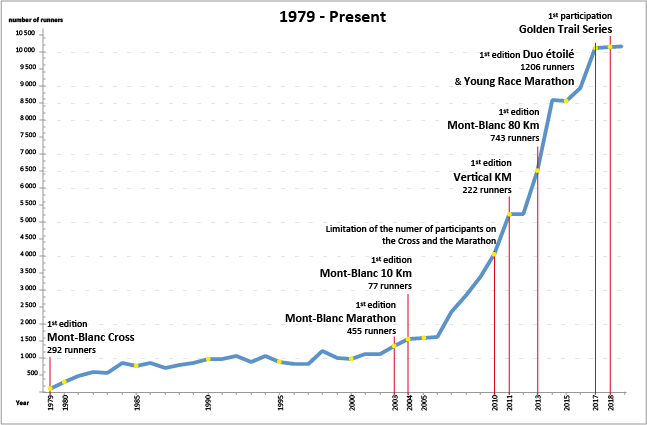
Schéma montrant l'évolution de l'événement ainsi que les nouvelles courses du Marathon du Mont-Blanc depuis 1979.

L'édition 2020, initialement prévue le 23 juin, est annulée par le comité d'organisation le 11 mai, en raison de la pandémie de Covid-19.
L'édition 2021 est décalée d'une semaine, du 1er au 4 juillet 2021 (initialement programmée du 24 au 27 juin) en raison des mesures sanitaires liée à la pandémie de Covid-19.
En 2022, l'épreuve du 90 kilomètres est annulée en raison des importants risques d'orages.

## Organisation
L'événement est organisé par le Club des sports de Chamonix depuis 41 ans. Créée en 1905, c'est une association à but non lucratif regroupant 3 200 licenciés, 250 entraîneurs dirigeants, 65 entraîneurs répartis dans 28 sections et une équipe de 12 salariés administratifs et techniques. 

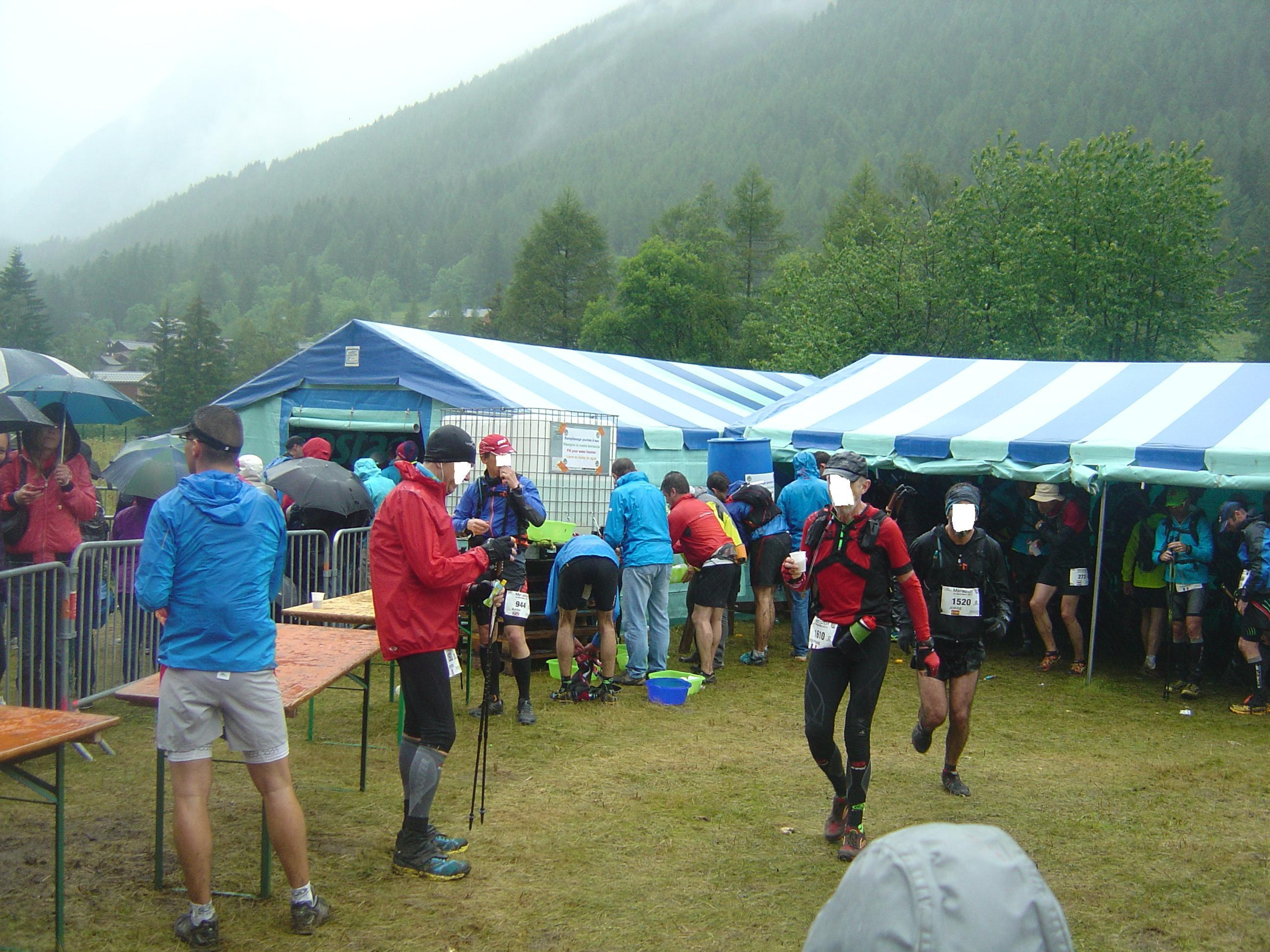
Ravitaillement de Vallorcine.
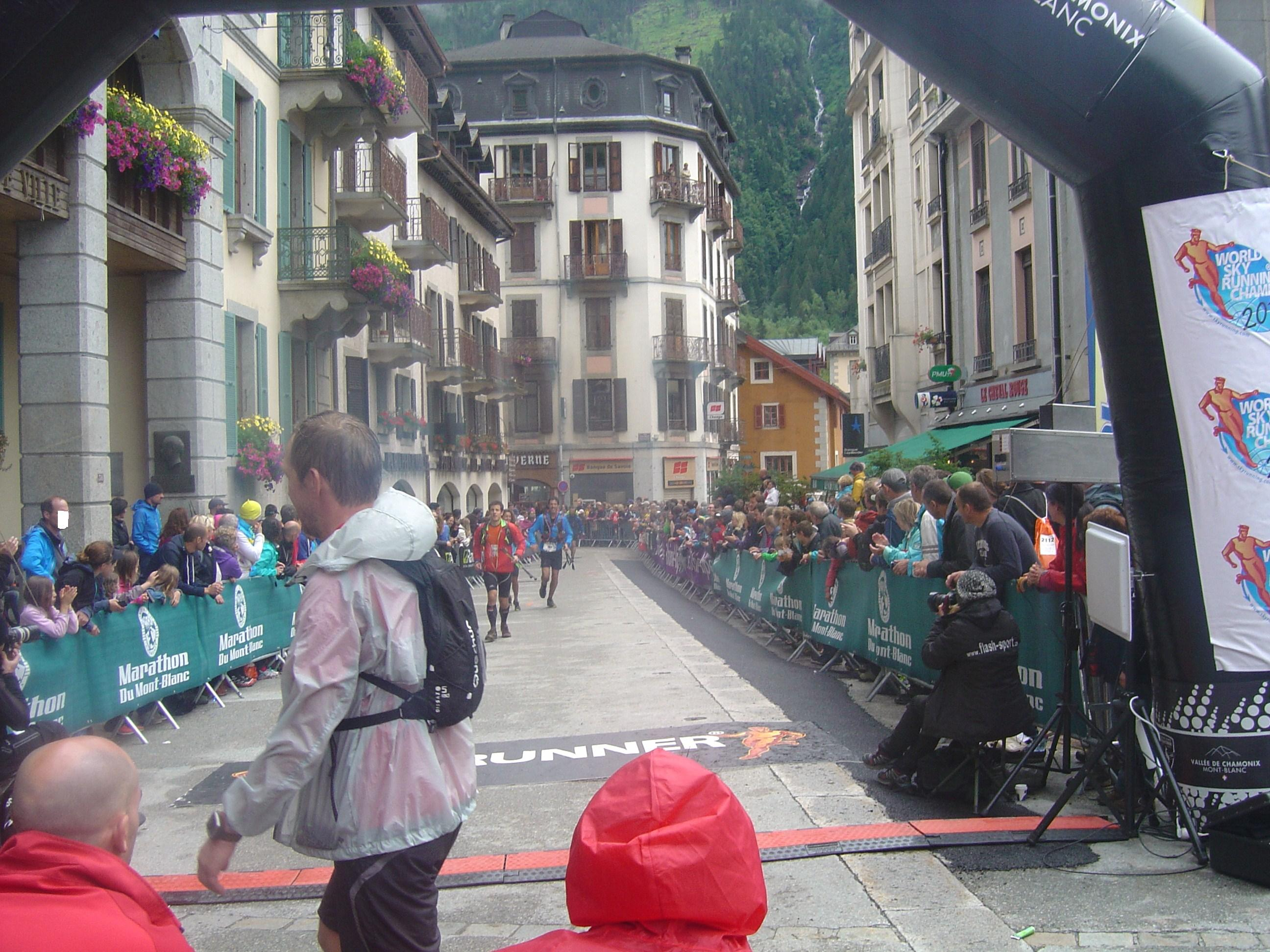
Arrivée à Chamonix lors du Marathon du Mont-Blanc 2014. Arrivée à Planpraz annulée en raison des conditions météorologiques.
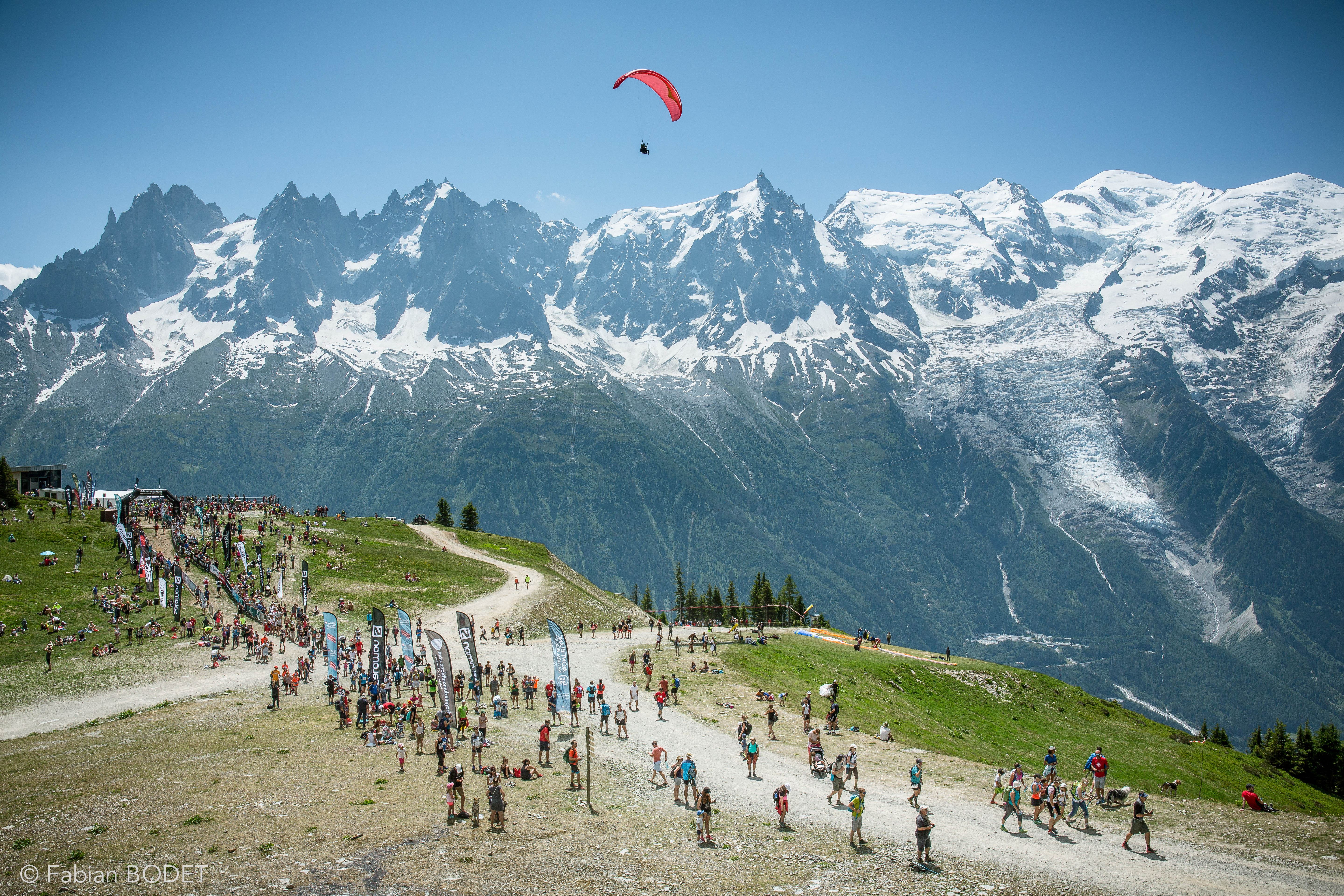
Site habituel de l’arrivée à Planpraz, ici en 2018.

Les bénévoles sont plus de 500 sur cet événement. Ils se répartissent sur les 8 courses à travers 22 points de ravitaillement.

## Les courses
L'événement comporte une épreuve de marathon (42 km avec un dénivelé positif d'environ 2 500 mètres), un trail de 90 kilomètres, un cross, un 10 kilomètres, un kilomètre vertical (3,8 km et D+ 1 000 m), ainsi que des courses sur courte distance pour les enfants.
Le Marathon part de Chamonix (1 035 m) et rejoint après 6 km de montée irrégulière le hameau de Lavancher (1 248 m). La course franchit, par des chemins pédestres, le col des Montets (1 461 m) entre Argentière (1 248 m) et Vallorcine (1 260 m). La principale difficulté de la course, est l'aiguille des Posettes (2 201 m), une ascension de 5,9 km à  15,95 % depuis Vallorcine (1 260 m). Lorsque la météo est mauvaise, la course peut passer par le col des Posettes (1 997 m). L'avant-dernière ascension est souvent celle du refuge de la Flégère (1 877 m) et la course arrive, tant que la météo le permet, à la télécabine de Planpraz, à environ 2 000 m d'altitude.

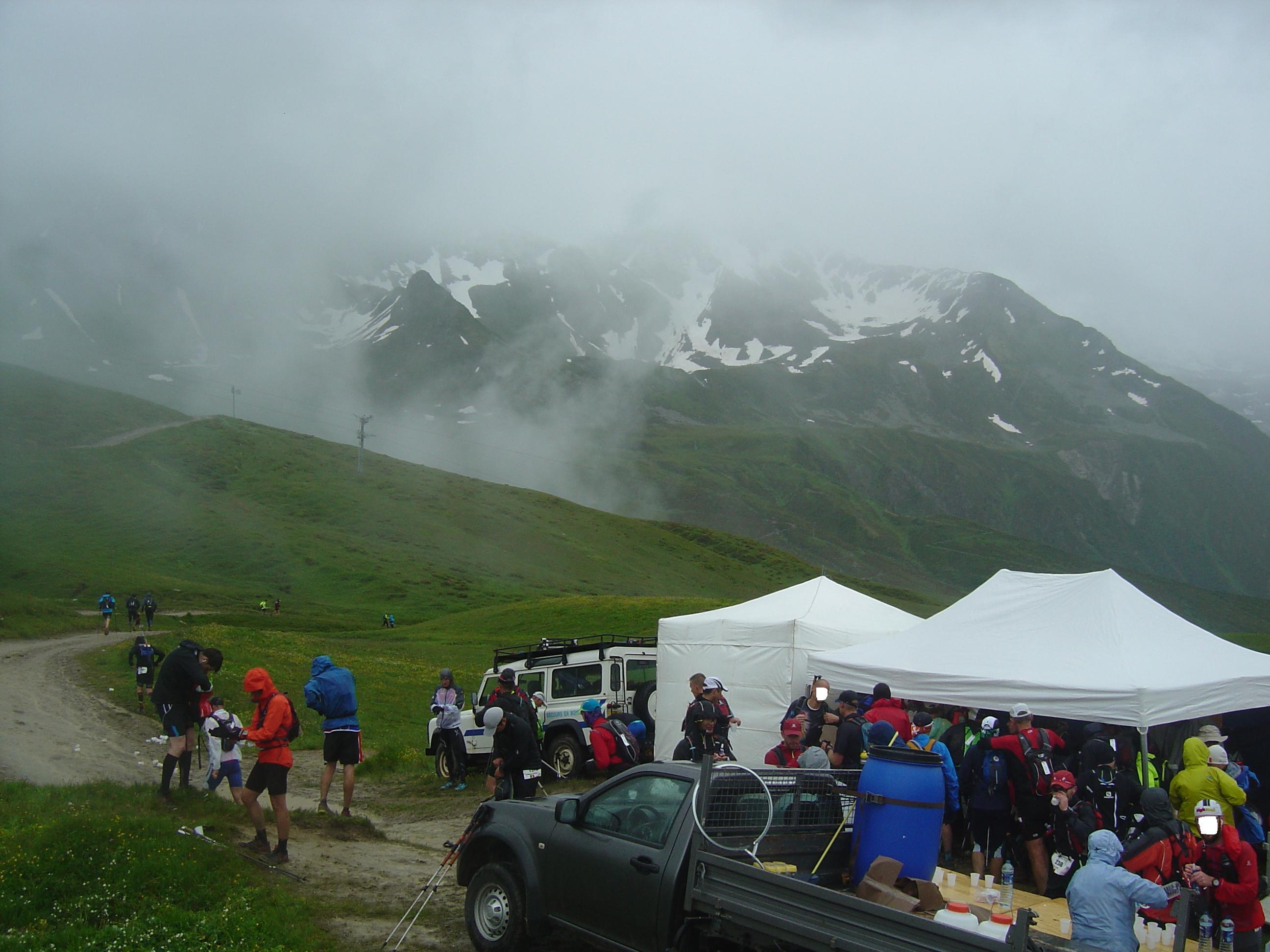
Le col des Posettes (1 997 m) sur le Marathon du Mont-Blanc 2014, avec des conditions météorologiques difficiles.
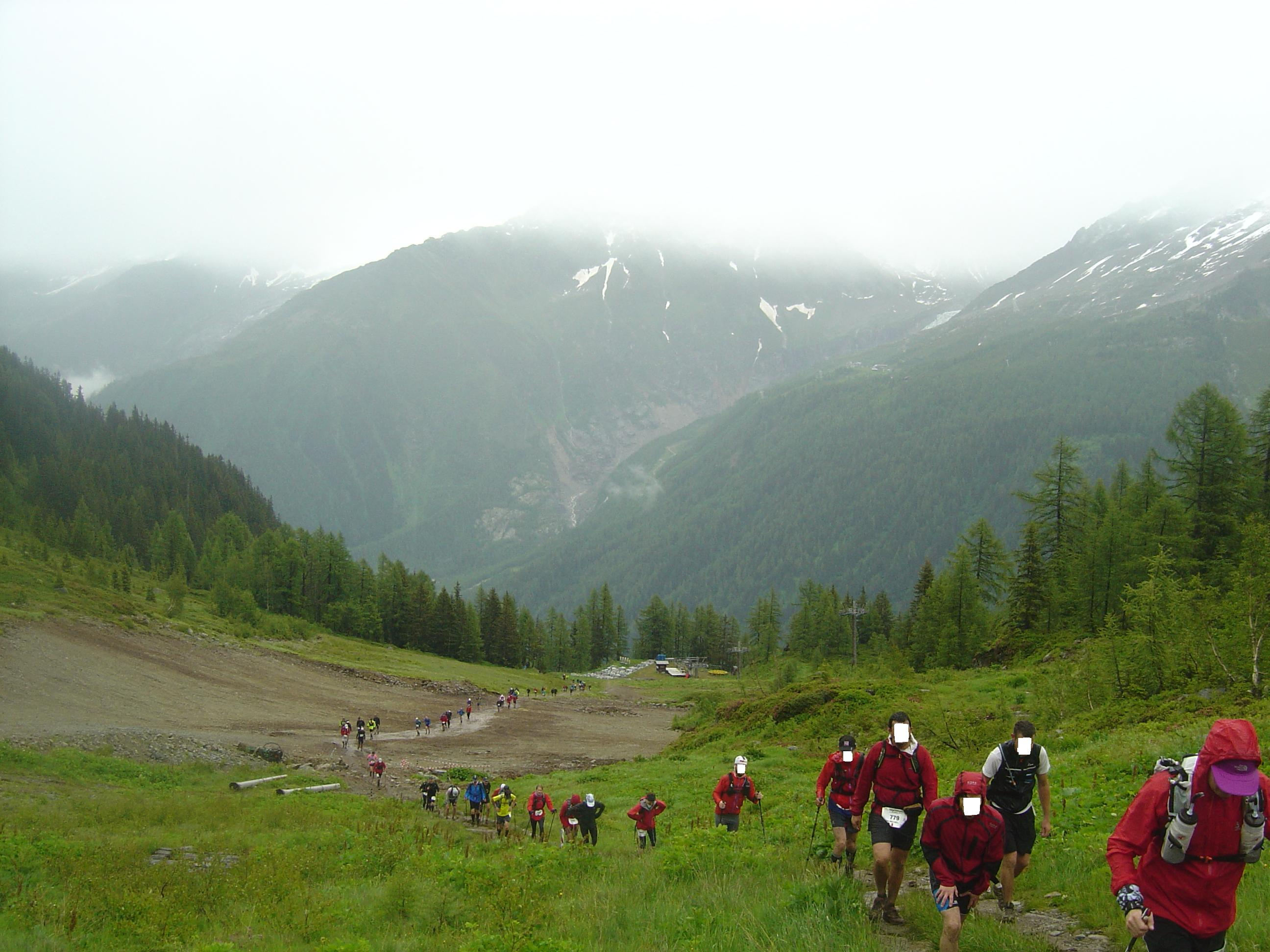
Ascension de la Flégère sur le Marathon du Mont-Blanc 2014.

## Championnats et circuits internationaux

### Championnats du monde de skyrunning 2014
En 2014, les épreuves du Marathon du Mont-Blanc ont servi de support aux Championnats du monde de skyrunning organisés tous les deux ans par la Fédération internationale de skyrunning. L'Espagnol Kilian Jornet remporte deux médailles d'or : sur le kilomètre vertical et l'épreuve de SkyMarathon (courue sur le format 42 km). L'Italienne Elisa Desco devient championne du monde sur l'épreuve de SkyMarathon et la médaille d'or du kilomètre vertical revient à l'espagnol Laura Orgué. L'épreuve d'Ultra SkyMarathon, disputée sur le parcours de 80 km, est remportée par Luis Alberto Hernando (Espagne) chez les hommes et Emelie Forsberg (Suède) chez les femmes.

### Circuit international de skyrunning
Certaines courses du Marathon du Mont-Blanc ont été au programme des Skyrunner World Series. Le 42 km comptait pour le classement Sky et le kilomètre vertical comptait pour le classement vertical des Skyrunner World Series 2013. Le 80 km était au programme du calendrier Ultra des Skyrunner World Series 2015.
| Catégorie | Premier       | Deuxième         | Troisième             | Leader après la course | Vainqueur final Sky 2013 |
| --------- | ------------- | ---------------- | --------------------- | ---------------------- | ------------------------ |
| Hommes    | Kílian Jornet | Marco De Gasperi | Luis Alberto Hernando | Kílian Jornet          | Kílian Jornet            |
| Femmes    | Stevie Kremer | Emelie Forsberg  | Céline Lafaye         | Emelie Forsberg        | Stevie Kremer            |

| Catégorie | Premier            | Deuxième      | Troisième            | Leader après la course | Vainqueur final Vertical 2013 |
| --------- | ------------------ | ------------- | -------------------- | ---------------------- | ----------------------------- |
| Hommes    | Saúl Antonio Padua | Kílian Jornet | Eirik Haugsnes       | Marco Facchinelli      | Urban Zemmer                  |
| Femmes    | Christel Dewalle   | Laura Orgué   | Antonella Confortola | Laura Orgué            | Laura Orgué                   |

| Catégorie | Premier      | Deuxième     | Troisième     | Leader après la course | Vainqueur final Ultra 2015 |
| --------- | ------------ | ------------ | ------------- | ---------------------- | -------------------------- |
| Hommes    | Alex Nichols | Franco Collé | Andy Symonds  | Blake Hose             | Luis Alberto Hernando      |
| Femmes    | Mira Rai     | Anna Comet   | Hillary Allen | Mira Rai               | Emelie Forsberg            |

## Résultats

### 42kmdu Mont-Blanc
| Édition | Date | Hommes                                                            | Hommes                                                            | Hommes                                                            | Femmes                                                            | Femmes                                                            | Femmes                                                            |
| Édition | Date | Rang                                                              | Athlète                                                           | Temps                                                             | Rang                                                              | Athlète                                                           | Temps                                                             |
| ------- | ---- | ----------------------------------------------------------------- | ----------------------------------------------------------------- | ----------------------------------------------------------------- | ----------------------------------------------------------------- | ----------------------------------------------------------------- | ----------------------------------------------------------------- |
| 1re     | 2003 | 1er                                                               | Éric Lacroix                                                      | 3 h 21 min 04 s                                                   | 18e                                                               | Evelyne Mura                                                      | 4 h 04 min 43 s                                                   |
| 2e      | 2004 | 1er                                                               | Silvio Mannino                                                    | 3 h 44 min 20 s                                                   | 12e                                                               | Corinne Favre                                                     | 4 h 22 min 02 s                                                   |
| 3e      | 2005 | 1er                                                               | Pascal Giguet                                                     | 3 h 34 min 05 s                                                   | 47e                                                               | Mariya Ostrovska                                                  | 4 h 38 min 49 s                                                   |
| 4e      | 2006 | 1er                                                               | Nick Sharp                                                        | 3 h 35 min 45 s                                                   | 68e                                                               | Liliane Cleret                                                    | 4 h 43 min 35 s                                                   |
| 5e      | 2007 | 1er                                                               | Nick Sharp — 2e victoire                                          | 3 h 27 min 26 s                                                   | 38e                                                               | Carole Toïgo                                                      | 4 h 31 min 06 s                                                   |
| 6e      | 2008 | 1er                                                               | Jean-Yves Rey                                                     | 3 h 52 min 41 s                                                   | 82e                                                               | Christiane Lacombre                                               | 5 h 16 min 42 s                                                   |
| 7e      | 2009 | 1er                                                               | Christophe Assailly                                               | 4 h 03 min 23 s                                                   | 42e                                                               | Maud Gobert                                                       | 4 h 54 min 02 s                                                   |
| 8e      | 2010 | 1er                                                               | Nicolas Pianet                                                    | 3 h 56 min 57 s                                                   | 26e                                                               | Maud Gobert — 2e victoire                                         | 4 h 41 min 40 s                                                   |
| 9e      | 2011 | 1er                                                               | Nicolas Pianet — 2e victoire                                      | 3 h 56 min 42 s                                                   | 24e                                                               | Stéphanie Jiménez                                                 | 4 h 39 min 36 s                                                   |
| 10e     | 2012 | 1er                                                               | Kílian Jornet                                                     | 3 h 38 min 24 s                                                   | 23e                                                               | Maude Mathys                                                      | 4 h 28 min 17 s                                                   |
| 11e     | 2013 | 1er                                                               | Kílian Jornet — 2e victoire                                       | 3 h 30 min 41 s                                                   | 18e                                                               | Stevie Kremer                                                     | 4 h 03 min 16 s                                                   |
| 12e     | 2014 | 1er                                                               | Kílian Jornet — 3e victoire                                       | 3 h 23 min 39 s                                                   | 32e                                                               | Elisa Desco                                                       | 3 h 53 min 33 s                                                   |
| 13e     | 2015 | 1er                                                               | Marc Lauenstein                                                   | 3 h 48 min 35 s                                                   | 22e                                                               | Elisa Desco — 2e victoire                                         | 4 h 35 min 10 s                                                   |
| 14e     | 2016 | 1er                                                               | Cédric Fleureton                                                  | 4 h 04 min 23 s                                                   | 39e                                                               | Ida Nilsson                                                       | 4 h 46 min 18 s                                                   |
| 15e     | 2017 | 1er                                                               | Kílian Jornet — 4e victoire                                       | 3 h 45 min 45 s                                                   | 32e                                                               | Megan Kimmel                                                      | 4 h 40 min 36 s                                                   |
| 16e     | 2018 | 1er                                                               | Kílian Jornet — 5e victoire                                       | 3 h 54 min 54 s                                                   | 28e                                                               | Ruth Croft                                                        | 4 h 37 min 30 s                                                   |
| 17e     | 2019 | 1er                                                               | Davide Magnini                                                    | 3 h 47 min 13 s                                                   | 37e                                                               | Ruth Croft — 2e victoire                                          | 4 h 34 min 44 s                                                   |
| —       | 2020 | Édition annulée en raison de la pandémie de maladie à coronavirus | Édition annulée en raison de la pandémie de maladie à coronavirus | Édition annulée en raison de la pandémie de maladie à coronavirus | Édition annulée en raison de la pandémie de maladie à coronavirus | Édition annulée en raison de la pandémie de maladie à coronavirus | Édition annulée en raison de la pandémie de maladie à coronavirus |
| 18e     | 2021 | 1er                                                               | Stian Angermund                                                   | 3 h 18 min 08 s                                                   | 23e                                                               | Maude Mathys — 2e victoire                                        | 3 h 51 min 04 s                                                   |
| 19e     | 2022 | 1er                                                               | Jonathan Albon                                                    | 3 h 35 min 20 s                                                   | 28e                                                               | Sara Alonso                                                       | 4 h 14 min 49 s                                                   |
| 20e     | 2023 | 1er                                                               | Rémi Bonnet                                                       | 3 h 35 min 04 s                                                   | 32e                                                               | Sophia Laukli                                                     | 4 h 12 min 39 s                                                   |
| 21e     | 2024 | 1er                                                               | Elhousine Elazzaoui                                               | 3 h 30 min 10 s                                                   | 41e                                                               | Judith Wyder                                                      | 4 h 11 min 12 s                                                   |
| 22e     | 2025 | 1er                                                               | Davide Magnini — 2e victoire                                      | 3 h 42 min 55 s                                                   | 14e                                                               | Joyline Chepngeno                                                 | 4 h 15 min 20 s                                                   |

### Kilomètre vertical du Mont-Blanc
| Édition | Date | Hommes                                                            | Hommes                                                            | Hommes                                                            | Femmes                                                            | Femmes                                                            | Femmes                                                            |
| Édition | Date | Rang                                                              | Athlète                                                           | Temps                                                             | Rang                                                              | Athlète                                                           | Temps                                                             |
| ------- | ---- | ----------------------------------------------------------------- | ----------------------------------------------------------------- | ----------------------------------------------------------------- | ----------------------------------------------------------------- | ----------------------------------------------------------------- | ----------------------------------------------------------------- |
| 1re     | 2011 | 1er                                                               | Emmanuel Vaudan                                                   | 36 min 39 s                                                       | 28e                                                               | Laetitia Roux                                                     | 45 min 44 s                                                       |
| 2e      | 2012 | 1er                                                               | Kílian Jornet                                                     | 36 min 07 s                                                       | 20e                                                               | Antonella Confortola                                              | 45 min 26 s                                                       |
| 3e      | 2013 | 1er                                                               | Saúl Antonio Padua                                                | 34 min 34 s                                                       | 23e                                                               | Christel Dewalle                                                  | 41 min 33 s                                                       |
| 4e      | 2014 | 1er                                                               | Kílian Jornet — 2e victoire                                       | 34 min 18 s                                                       | 38e                                                               | Laura Orgué                                                       | 41 min 29 s                                                       |
| 5e      | 2015 | 1er                                                               | François Gonon                                                    | 34 min 07 s                                                       | 28e                                                               | Paula Cabrerizo                                                   | 41 min 11 s                                                       |
| 6e      | 2016 | 1er                                                               | Stian Angermund-Vik                                               | 35 min 51 s                                                       | 31e                                                               | Hilde Aders                                                       | 43 min 40 s                                                       |
| 7e      | 2017 | 1er                                                               | Yoann Sert                                                        | 36 min 25 s                                                       | 25e                                                               | Laura Orgué — 2e victoire                                         | 42 min 48 s                                                       |
| 8e      | 2018 | 1er                                                               | Jacob Adkin                                                       | 34 min 46 s                                                       | 19e                                                               | Hillary Gerardi                                                   | 42 min 54 s                                                       |
| 9e      | 2019 | 1er                                                               | Jacob Adkin — 2e victoire                                         | 35 min 05 s                                                       | 11e                                                               | Christel Dewalle — 2e victoire                                    | 39 min 50 s                                                       |
| —       | 2020 | Édition annulée en raison de la pandémie de maladie à coronavirus | Édition annulée en raison de la pandémie de maladie à coronavirus | Édition annulée en raison de la pandémie de maladie à coronavirus | Édition annulée en raison de la pandémie de maladie à coronavirus | Édition annulée en raison de la pandémie de maladie à coronavirus | Édition annulée en raison de la pandémie de maladie à coronavirus |
| 10e     | 2021 | 1er                                                               | Zak Hanna                                                         | 36 min 17 s                                                       | 24e                                                               | Élise Poncet                                                      | 43 min 22 s                                                       |
| 11e     | 2022 | 1er                                                               | Vincent Loustau                                                   | 38 min 28 s                                                       | 20e                                                               | Jessica Pardin                                                    | 45 min 22 s                                                       |
| 12e     | 2023 | 1er                                                               | Alexandre Ricard                                                  | 35 min 39 s                                                       | 9e                                                                | Christel Dewalle — 3e victoire                                    | 42 min 00 s                                                       |
| 13e     | 2024 | 1er                                                               | Gédéon Pochat                                                     | 37 min 03 s                                                       | 17e                                                               | Christel Dewalle — 4e victoire                                    | 43 min 22 s                                                       |
| 14e     | 2025 | 1er                                                               | Daniel Thedy                                                      | 36 min 54 s                                                       | 16e                                                               | Christel Dewalle — 5e victoire                                    | 42 min 31 s                                                       |

### 90kmdu Mont-Blanc
Le 80 km du Mont-Blanc est créé en 2013. Le parcours change pour l'édition 2016 et la course garde le même nom. Avant l'édition 2018 l'organisation annonce un changement de nom et la course devient le 90 km du Mont-Blanc mais le parcours reste identique . Malgré ces changements le parcours est resté proche de celui de 2013 constitue toujours l'unique format ultra-trail du weekend du Marathon du Mont-Blanc. Le parcours actuel est annoncé par les organisateurs comme long de 91 km pour 6 220 m de dénivelé positif. L'édition 2016 emprunte un parcours de repli en raison des quantités importants de neige sur les sentiers.
| Édition | Date | Hommes                                                            | Hommes                                                            | Hommes                                                            | Femmes                                                            | Femmes                                                            | Femmes                                                            |
| Édition | Date | Rang                                                              | Athlète                                                           | Temps                                                             | Rang                                                              | Athlète                                                           | Temps                                                             |
| ------- | ---- | ----------------------------------------------------------------- | ----------------------------------------------------------------- | ----------------------------------------------------------------- | ----------------------------------------------------------------- | ----------------------------------------------------------------- | ----------------------------------------------------------------- |
| 1re     | 2013 | 1er                                                               | François D'Haene                                                  | 09 h 45 min 57 s                                                  | 22e                                                               | Caroline Chaverot                                                 | 13 h 10 min 05 s                                                  |
| 2e      | 2014 | 1er                                                               | Luis Alberto Hernando                                             | 10 h 25 min 52 s                                                  | 25e                                                               | Emelie Forsberg                                                   | 12 h 38 min 49 s                                                  |
| 3e      | 2015 | 1er                                                               | Alex Nichols                                                      | 10 h 31 min 00 s                                                  | 15e                                                               | Mira Rai                                                          | 12 h 32 min 12 s                                                  |
| 4e      | 2016 | 1er                                                               | Diego Pazos                                                       | 10 h 52 min 45 s                                                  | 6e                                                                | Caroline Chaverot — 2e victoire                                   | 11 h 40 min 59 s                                                  |
| 5e      | 2017 | 1er                                                               | Xavier Thévenard                                                  | 11 h 03 min 05 s                                                  | 10e                                                               | Mimmi Kotka                                                       | 12 h 59 min 51 s                                                  |
| 6e      | 2018 | 1er                                                               | Sylvain Court                                                     | 11 h 23 min 48 s                                                  | 11e                                                               | Mimmi Kotka — 2e victoire                                         | 12 h 09 min 45 s                                                  |
| 7e      | 2019 | 1er                                                               | Xavier Thévenard — 2e victoire                                    | 11 h 04 min 50 s                                                  | 20e                                                               | Katie Schide                                                      | 13 h 04 min 15 s                                                  |
| —       | 2020 | Édition annulée en raison de la pandémie de maladie à coronavirus | Édition annulée en raison de la pandémie de maladie à coronavirus | Édition annulée en raison de la pandémie de maladie à coronavirus | Édition annulée en raison de la pandémie de maladie à coronavirus | Édition annulée en raison de la pandémie de maladie à coronavirus | Édition annulée en raison de la pandémie de maladie à coronavirus |
| 8e      | 2021 | 1er                                                               | Martin Kern                                                       | 10 h 23 min 11 s                                                  | 20e                                                               | Hillary Gerardi                                                   | 11 h 54 min 11 s                                                  |
| —       | 2022 | Édition annulée en raison des conditions météorologiques          | Édition annulée en raison des conditions météorologiques          | Édition annulée en raison des conditions météorologiques          | Édition annulée en raison des conditions météorologiques          | Édition annulée en raison des conditions météorologiques          | Édition annulée en raison des conditions météorologiques          |
| 9e      | 2023 | 1er                                                               | Germain Grangier                                                  | 10 h 36 min 6 s                                                   | 29e                                                               | Jennifer Lemoine                                                  | 13 h 32 min 23 s                                                  |
| 10e     | 2024 | 1er                                                               | Dmitry Mityaev                                                    | 10 h 44 min 14 s                                                  | 23e                                                               | Ekaterina Mityaeva (en)                                           | 12 h 40 min 4 s                                                   |
| 11e     | 2025 | 1er                                                               | Théo Détienne                                                     | 10 h 54 min 13 s                                                  | e                                                                 | Blandine L'Hirondel                                               | 12 h 32 min 00 s                                                  |

### Cross du Mont-Blanc
| Édition | Date | Hommes                                                            | Hommes                                                            | Hommes                                                            | Femmes                                                            | Femmes                                                            | Femmes                                                            |
| Édition | Date | Rang                                                              | Athlète                                                           | Temps                                                             | Rang                                                              | Athlète                                                           | Temps                                                             |
| ------- | ---- | ----------------------------------------------------------------- | ----------------------------------------------------------------- | ----------------------------------------------------------------- | ----------------------------------------------------------------- | ----------------------------------------------------------------- | ----------------------------------------------------------------- |
| 1re     | 1979 | 1er                                                               | Stefan Soler                                                      | 1 h 51 min 00 s                                                   | 199e                                                              | Annick Laurent                                                    | 3 h 04 min 08 s                                                   |
| 2e      | 1980 | 1er                                                               | Nigel Gates                                                       | 1 h 51 min 03 s                                                   | 117e                                                              | Marie-Christine Subot                                             | 2 h 26 min 36 s                                                   |
| 3e      | 1981 | 1er                                                               | Max Horisberger                                                   | 1 h 47 min 22 s                                                   | 90e                                                               | Marie-Christine Subot — 2e victoire                               | 2 h 14 min 10 s                                                   |
| 4e      | 1982 | 1er                                                               | Christian Zimmermann                                              | 1 h 48 min 13 s                                                   |                                                                   | Anne Krogstad                                                     | 2 h 28 min 31 s                                                   |
| 5e      | 1983 | 1er                                                               | Ronny Agten                                                       | 1 h 46 min 50 s                                                   | 97e                                                               | Martine Bouchonneau                                               | 2 h 14 min 05 s                                                   |
| 6e      | 1984 | 1er                                                               | Mohamed Youkmane                                                  | 1 h 48 min 21 s                                                   | 245e                                                              | Raphaëlle Longo                                                   | 2 h 32 min 22 s                                                   |
| 7e      | 1985 | 1er                                                               | Mohamed Youkmane — 2e victoire                                    | 1 h 45 min 37 s                                                   | 135e                                                              | Fabienne Rai                                                      | 2 h 17 min 06 s                                                   |
| 8e      | 1986 | 1er                                                               | Serge Moro                                                        | 1 h 46 min 26 s                                                   | 220e                                                              | Sylvia Perrier                                                    | 2 h 26 min 30 s                                                   |
| 9e      | 1987 | 1er                                                               | Mohamed Youkmane — 3e victoire                                    | 1 h 46 min 03 s                                                   | 50e                                                               | Kasuko Susaki                                                     | 2 h 11 min 50 s                                                   |
| 10e     | 1988 | 1er                                                               | Mohamed Youkmane — 4e victoire                                    | 1 h 47 min 51 s                                                   | 165e                                                              | Isabelle Guillot                                                  | 2 h 17 min 55 s                                                   |
| 11e     | 1989 | 1er                                                               | Beat Imhof                                                        | 1 h 44 min 16 s                                                   | 80e                                                               | Isabelle Guillot — 2e victoire                                    | 2 h 07 min 32 s                                                   |
| 12e     | 1990 | 1er                                                               | Chaham El Maati                                                   | 1 h 46 min 43 s                                                   | 208e                                                              | Simone Bois                                                       | 2 h 20 min 38 s                                                   |
| 13e     | 1991 | 1er                                                               | Pierre André                                                      | 1 h 48 min 33 s                                                   | 93e                                                               | Marie-Pierre Guilbaud                                             | 2 h 13 min 34 s                                                   |
| 14e     | 1992 | 1er                                                               | Hervé Balland                                                     | 1 h 54 min 39 s                                                   | 64e                                                               | Odile Lévêque                                                     | 2 h 09 min 01 s                                                   |
| 15e     | 1993 | 1er                                                               | José Riveros                                                      | 1 h 47 min 12 s                                                   | 74e                                                               | Line Kuster                                                       | 2 h 12 min 05 s                                                   |
| 16e     | 1994 | 1er                                                               | Jean-Pierre Renambatz                                             | 1 h 47 min 15 s                                                   | 84e                                                               | Françoise Guidini                                                 | 2 h 17 min 01 s                                                   |
| 17e     | 1995 | 1er                                                               | Thierry Icart                                                     | 1 h 33 min 33 s                                                   | 1re                                                               | Isabelle Guillot — 3e victoire                                    | 1 h 33 min 48 s                                                   |
| 18e     | 1996 | 1er                                                               | Jean-Paul Payet                                                   | 1 h 44 min 05 s                                                   | 81e                                                               | Karine Herry                                                      | 2 h 11 min 25 s                                                   |
| 19e     | 1997 | 1er                                                               | Rafik Hamdi                                                       | 1 h 45 min 06 s                                                   | 66e                                                               | Brigitte Eustache                                                 | 2 h 08 min 56 s                                                   |
| 20e     | 1998 | 1er                                                               | Salaho Ngadi                                                      | 1 h 37 min 33 s                                                   | 36e                                                               | Irina Kazakova                                                    | 1 h 59 min 31 s                                                   |
| 21e     | 1999 | 1er                                                               | Chaham El Maati — 2e victoire                                     | 1 h 44 min 27 s                                                   | 21e                                                               | Bénédicte Molle                                                   | 2 h 02 min 11 s                                                   |
| 22e     | 2000 | 1er                                                               | Rachid Ziar                                                       | 1 h 45 min 01 s                                                   | 24e                                                               | Vera Soukhova                                                     | 2 h 04 min 53 s                                                   |
| 23e     | 2001 | 1er                                                               | Chaham El Maati — 3e victoire                                     | 1 h 43 min 53 s                                                   |                                                                   | ?                                                                 | ?                                                                 |
| 24e     | 2002 | 1er                                                               | Dennis Ndiso                                                      | 1 h 41 min 08 s                                                   | 36e                                                               | Elena Deriabina                                                   | 2 h 04 min 47 s                                                   |
| 25e     | 2003 | 1er                                                               | Rafik Hamdi — 2e victoire                                         | 1 h 57 min 58 s                                                   | 37e                                                               | Simone Kuster                                                     | 2 h 19 min 48 s                                                   |
| 26e     | 2004 | 1er                                                               | Sylvain Masson                                                    | 1 h 53 min 57 s                                                   | 29e                                                               | Céline Lafaye                                                     | 2 h 09 min 24 s                                                   |
| 27e     | 2005 | 1er                                                               | Denis Sermonet                                                    | 1 h 54 min 11 s                                                   | 39e                                                               | Sally Chanel                                                      | 2 h 11 min 09 s                                                   |
| 28e     | 2006 | 1er                                                               | Lloyd Taggart                                                     | 1 h 47 min 35 s                                                   | 40e                                                               | Aurélie Didier                                                    | 2 h 12 min 41 s                                                   |
| 29e     | 2007 | 1er                                                               | Martin Cox                                                        | 1 h 48 min 51 s                                                   | 23e                                                               | Angela Mudge                                                      | 2 h 01 min 47 s                                                   |
| 30e     | 2008 | 1er                                                               | Thierry Icart — 2e victoire                                       | 2 h 08 min 23 s                                                   | 8e                                                                | Anna Frost                                                        | 2 h 18 min 47 s                                                   |
| 31e     | 2009 | 1er                                                               | Martin Echtler                                                    | 1 h 56 min 42 s                                                   | 21e                                                               | Angela Mudge — 2e victoire                                        | 2 h 12 min 25 s                                                   |
| 32e     | 2010 | 1er                                                               | Candide Pralong                                                   | 1 h 58 min 29 s                                                   | 18e                                                               | Anna Frost — 2e victoire                                          | 2 h 13 min 48 s                                                   |
| 33e     | 2011 | 1er                                                               | Guillaume Fontaine                                                | 1 h 55 min 27 s                                                   | 9e                                                                | Mireia Miró                                                       | 2 h 08 min 23 s                                                   |
| 34e     | 2012 | 1er                                                               | Jonathan Wyatt                                                    | 1 h 54 min 42 s                                                   | 20e                                                               | Stéphanie Duc                                                     | 2 h 20 min 16 s                                                   |
| 35e     | 2013 | 1er                                                               | Jonathan Wyatt — 2e victoire                                      | 1 h 55 min 37 s                                                   | 28e                                                               | Aline Camboulives                                                 | 2 h 19 min 02 s                                                   |
| 36e     | 2014 | 1er                                                               | Cédric Fleureton                                                  | 2 h 06 min 21 s                                                   | 29e                                                               | Manon Mougin                                                      | 2 h 33 min 00 s                                                   |
| 37e     | 2015 | 1er                                                               | Stian Hovind-Angermund                                            | 2 h 03 min 39 s                                                   | 18e                                                               | Yngvild Kaspersen                                                 | 2 h 29 min 20 s                                                   |
| 38e     | 2016 | 1er                                                               | Robbie Simpson                                                    | 1 h 59 min 10 s                                                   | 14e                                                               | Yngvild Kaspersen — 2e victoire                                   | 2 h 25 min 15 s                                                   |
| 39e     | 2017 | 1er                                                               | Dmitry Mityaev                                                    | 2 h 14 min 31 s                                                   | 32e                                                               | Laura Orgué                                                       | 2 h 45 min 11 s                                                   |
| 40e     | 2018 | 1er                                                               | Robin Juillaguet                                                  | 2 h 16 min 42 s                                                   | 67e                                                               | Stéphanie Roy                                                     | 3 h 03 min 47 s                                                   |
| 41e     | 2019 | 1er                                                               | Julien Michelon                                                   | 2 h 09 min 57 s                                                   | 30e                                                               | Lucille Germain                                                   | 2 h 35 min 52 s                                                   |
| —       | 2020 | Édition annulée en raison de la pandémie de maladie à coronavirus | Édition annulée en raison de la pandémie de maladie à coronavirus | Édition annulée en raison de la pandémie de maladie à coronavirus | Édition annulée en raison de la pandémie de maladie à coronavirus | Édition annulée en raison de la pandémie de maladie à coronavirus | Édition annulée en raison de la pandémie de maladie à coronavirus |
| 42e     | 2021 | 1er                                                               | Álex García Carrillo                                              | 2 h 09 min 11 s                                                   | 27e                                                               | Candice Fertin                                                    | 2 h 34 min 29 s                                                   |
| 43e     | 2022 | 1er                                                               | Quentin Meyleu                                                    | 2 h 08 min 19 s                                                   | 36e                                                               | Malen Osa Ansa                                                    | 2 h 33 min 59 s                                                   |
| 44e     | 2023 | 1er                                                               | Sébastien Spehler                                                 | 2 h 07 min 38 s                                                   | 41e                                                               | Amandine Ferrato                                                  | 2 h 30 min 33 s                                                   |
| 45e     | 2024 | 1er                                                               | Thomas Cardin                                                     | 2 h 04 min 55 s                                                   | 15e                                                               | Anaëlle Bondoux                                                   | 2 h 22 min 56 s                                                   |
| 46e     | 2025 | 1er                                                               | Nashon Kiplimo                                                    | 2 h 02 min 41 s                                                   | 42e                                                               | Faith Kiplagat                                                    | 2 h 28 min 09 s                                                   |

## Records
Sur le marathon, les records sont détenus depuis 2013 par Kílian Jornet (3 h 30) et Stevie Kremer (4 h 3).